# Max Van Ville
Max Van Ville (ur. 15 lipca 1987 r.), amerykański aktor, który występuje w telewizji oraz w epizodycznych rolach w filmach kinowych.

## Filmografia
- 2003: The Battle of Shaker Heights jako facet #1
- 2003: Zły Mikołaj (Bad Santa) jako wandal-skejt
- 2004: Saint Henry jako Wiggy
- 2004: Summerland jako punk (gościnnie)
- 2004: Piżama party (Slepover) jako koleś-skejt
- 2004: CSI: Kryminalne zagadki Las Vegas (CSI: Crime Scene Investigation) jako Johnny Avery Blake (gościnnie)
- 2004: Off Hollywood & Vine jako Travis
- 2005: The Chumscrubber jako uczeń #3
- 2005: Chłopięca przyjaźń (Buffalo Dreams) jako Moon
- 2005: Wzór (Numb3rs) jako Josh Kramer (gościnnie)
- 2006: Dowody zbrodni (Cold Case) jako Boris Litvak (gościnnie)
- 2006: Agent XXL 2 (Big Momma's House) jako Chad
- 2006: Beyond the Break (gościnnie)
- 2006: The Standard jako Erik
- 2007: Halloween jako Paul Freedman
- 2007: Gardens of the Night jako Surf
- 2007: Facet od W-F'u (Mr. Woodcock) jako dostawca pizzy #2
- 2008: Drillbit Taylor jako dzieciak z drinkiem
- 2008: Love Hurts jako Trev (postprodukcja)